# اوچی ماتا سوکاشی
اوچی ماتا سوکاشی (به ژاپنی: 内股透)-(به انگلیسی: Uchi mata sukashi) یکی از فنون و تکنیک‌های دستهٔ ناگه-وازا رشتهٔ ورزشی جودو است که در زیردستهٔ ته-وازا دسته‌بندی می‌شود. 